# Peponidium pervilleanum
Peponidium pervilleanum är en måreväxtart som först beskrevs av Henri Ernest Baillon, och fick sitt nu gällande namn av Anne-Marie Homolle och Jean Arènes. Peponidium pervilleanum ingår i släktet Peponidium och familjen måreväxter.
Artens utbredningsområde är Madagaskar. Inga underarter finns listade i Catalogue of Life.